# Стон (округ, Арканзас)
Стон (англ. Stone County) — округ в штате Арканзас, США, с населением в 11 499 человек по статистическим данным переписи 2000 года. Столица округа находится в городе Маунтин-Вью.
Округ был образован 21 апреля 1873 года и получил своё название по каменистой местности территории административного образования. В округе действует запрет на оборот алкогольной продукции, поэтому округ Стон входит в список так называемых «сухих» округов страны.

## География
По данным Бюро переписи населения США округ имеет общую площадь в 1577 квадратных километров, из которых 1572 кв. километра занимает земля и 8 кв. километров — вода. Площадь водных ресурсов округа составляет 0,47 % от всей его площади.

### Соседние округа
- Бакстер — северо-запад
- Изард — северо-восток
- Индепенденс — восток
- Клиберн — юг
- Ван-Бьюрен — юго-запад
- Серси — запад

## Демография

Диаграмма распределения населения округа по возрастным диапазонам. Данные переписи населения 2000 года

По данным переписи населения 2000 года в округе Стон проживало 11 499 человек, 3 461 семей, насчитывалось 4 768 домашних хозяйств и 5 715 жилых домов. Средняя плотность населения составляла 7 человек на один квадратный километр. Расовый состав округа по данным переписи распределился следующим образом: 97,27 % белых, 0,08 % чёрных или афроамериканцев, 0,77 % коренных американцев, 0,05 % азиатов, 0,03 % выходцев с тихоокеанских островов, 1,64 % смешанных рас, 0,15 % — других народностей. Испано- и латиноамериканцы составили 1,08 % от всех жителей округа.
Из 4 768 домашних хозяйств в 26,90 % — воспитывали детей в возрасте до 18 лет, 62,30 % представляли собой совместно проживающие супружеские пары, в 7,10 % семей женщины проживали без мужей, 27,40 % не имели семей. 24,80 % от общего числа семей на момент переписи жили самостоятельно, при этом 11,20 % составили одинокие пожилые люди в возрасте 65 лет и старше. Средний размер домашнего хозяйства составил 2,38 человек, а средний размер семьи — 2,82 человек.
Население округа по возрастному диапазону по данным переписи 2000 года распределилось следующим образом: 22,20 % — жители младше 18 лет, 7,10 % — между 18 и 24 годами, 23,60 % — от 25 до 44 лет, 28,50 % — от 45 до 64 лет и 18,60 % — в возрасте 65 лет и старше. Средний возраст жителей округа составил 43 года. На каждые 100 женщин в округе приходилось 96,90 мужчин, при этом на каждых сто женщин 18 лет и старше приходилось 95,30 мужчин также старше 18 лет.
Средний доход на одно домашнее хозяйство в округе составил 22 209 долларов США, а средний доход на одну семью в округе — 28 009 долларов. При этом мужчины имели средний доход в 20 904 долларов США в год против 16 118 долларов США среднегодового дохода у женщин. Доход на душу населения в округе составил 14 134 долларов США в год. 14,10 % от всего числа семей в округе и 18,90 % от всей численности населения находилось на момент переписи населения за чертой бедности, при этом 26,20 % из них были моложе 18 лет и 12,10 % — в возрасте 65 лет и старше.

## Главные автодороги

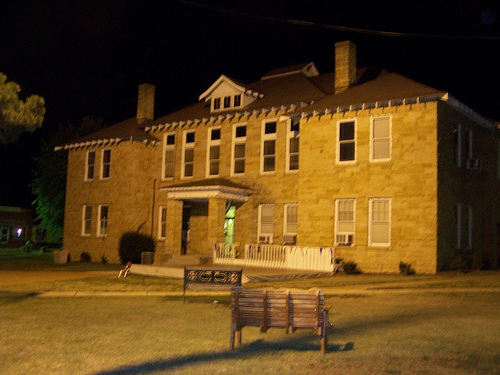
Здание окружного суда в городе Маунтин-Вью

- AR 5
- AR 9
- AR 14
- AR 58
- AR 66
- AR 87
- AR 263

## Населённые пункты
- Фифти-Сикс
- Маунтин-Вью
- Ньюната
- Тимбо